# 호조 히비키
호죠 히비키(일본어: 北条 響 ほうじょう ひびき[*], 국내명:최향기)는 토에이 애니메이션 제작의 애니메이션《스위트 프리큐어♪》에 등장하는 가공의 인물이자, 본 작의 주인공(신장 159cm, 혈액형 B형)이다. 애니메이션에서 목소리를 연기한 성우는 일본판은 코시미즈 아미, 한국판은 박선영이다.

## 개요
프리큐어 시리즈 8번째 작품에 등장하는 6대째 프리큐어 전사 큐어 멜로디로 변신하는 인물. 가족은 유명한 음악가이자 교사인 아버지와 세계적인 바이올리니스트 어머니가 계시는 음악가문의 외동딸이다. 머리 모양은 투사이드업.
카논시에 거주하는 사립 아리아 학원 중등부에 다니는 활발하고 씩씩한 여중생. 누구보다도 지기 싫어하며 불의를 보면 참지 못하고, 정의감도 남들보다 두 배 더 강하다. 반면, 외동딸인데다 집에서 혼자 있을 때가 많기 때문에 외향적으로 보이는 겉모습과 달리 사실은 굉장히 외로움을 많이 타며, 눈물이 많은 울보인 면도 있다. 또 본디 순수한 성격이 적에게 이용당하기도 한다. 말버릇은 "여기서 해내지 못하면 여자(여자의 체면, 즉 여장부와 같은 의미.)도 아니지!(일본어: ここで決めなきゃ女がすたる!)".
미나미노 카나데와는 초등학생 시절부터 사귄 소꿉친구 사이이나, 중학교 입학식 때 일련의 사건 이후 서로 사이가 멀어져 매일같이 다투며 서먹한 관계를 유지했지만, 함께 프리큐어가 되는 걸 계기로 서로의 오해를 풀며 예전처럼 다정한 사이로 바뀐다. 때때로 의견이 안맞다고 티격태격하기도 하지만 속으로는 누구보다 의지하고 있다.
음악가문의 딸이지만, 본인은 먹는 것과 스포츠를 좋아하고 음악 쪽에는 별로 재능이 없다고 생각하며 흥미를 두지 않았다. 원래는 어릴 때 음악을 좋아했지만, 초등학교 3학년 때 아버지와 사소한 오해로 토라져서 음악을 싫어하게 되었다. 하지만 속으로는 여전히 음악에 대한 애정은 조금 남아있으며, 음악회장에 나타난 네가톤의 앞에서 즐겁게 피아노 연주를 하는 아버지의 모습을 보며 그 진심을 알게 되고 다시 음악을 좋아하게 된다.
공부와 요리실력은 별로이지만 스포츠 만능으로, 평소에는 축구 등 여러 가지 스포츠 활동을 즐긴다. 카나데가 고양이 발 매니아라는 사실을 알고 바로 짓궃게 놀려먹는 등 장난꾸러기같은 면도 있다. 식욕이 왕성하며 달콤한 걸 아주 좋아하고, 그 중 가장 좋아하는 음식은 카나데 집에서 운영하는 빵집의 케이크이다.

## 큐어 멜로디
프리큐어로서 변신한 모습. 변신 시 파트너는 페어리톤의 도리. 이미지 색상은 분홍색.
변신 주문은 "렛츠 플레이! 프리큐어 모듈레이션!"
변신 후 대사는 "손끝에서 울려퍼지는 거친 음조! 큐어 멜로디!" (일본어: 爪弾くは荒ぶる調べ! キュアメロディ!)
특징
복장의 기본 테마색은 자주색과 분홍색이며, 흰색 선이 들어간 오버니삭스에 쇼트부츠를 신고 있고, 4명 중에서 유일하게 배꼽을 드러내고 있다. 헤어스타일도 변신 전의 갈색 머리에서 분홍색의 거대한 트윈테일로 바뀌며, 자주색 리본이 달려있는 머리장식이 특징. 눈동자색은 변신전에 비해 더 선명하고 밝은 파란색으로 바뀐다.
필살기
- 프리큐어 뮤직 론도

미라클 벨티에로 발사하는 필살기. 멜로디가 "날아 올라라, 톤의 링이여!"(일본어: 翔けめぐれ、トーンのリング!))라고 외치며, 원을 그리듯이하며 미리의 색(주황색)의 에너지 링을 형성하여 왼쪽으로 한바퀴 회전한 후에 팔을 흔들면서 링을 날리고 적을 링 안에 가둔 후 "삼박자! 하나, 둘, 셋!"(일본어: 三拍子! 1･2･3!)이라고 말하면서 미라클 벨티에를 지휘봉처럼 잡고 흔든다음, "피날레!"(일본어: フィナーレ!)하며 에너지를 폭발시키며 정화한다. 그 후 하미에 의해 원래대로 돌아온 음표가 추려지면 페어리톤에게 회수된다.
- 프리큐어 미라클 하트 아르페지오

미라클 벨티에 세퍼레이션으로 발사하는 필살기. 멜로디가 핸드벨을 연주하듯이 두개의 벨티에를 흔들며 소리를 낸다음, "넘치는 멜로디의 미라클 세션!"(일본어: 溢れるメロディの、ミラクルセッション!)이라고 외치며, 적을 불길로 둘러싼다. 그 후 뮤직론도와 같은 동작으로 에너지를 폭발시켜 적을 정화한다.